# Fontana della Cancelleria
Fontana della Cancelleria är en dricksvattenfontän vid Piazza della Cancelleria i Rione Parione i Rom. Fontänen, som är belägen i närheten av Palazzo della Cancelleria, utfördes av skulptören Publio Morbiducci och invigdes den 28 oktober 1929. 

## Beskrivning
Fontänskulpturen är triangelformad och kröns av ett halvklot med fyra prismor. Därunder ses en kardinalshatt med hängande tofsar och en oval ram med en grip – emblemet för Rione Parione – samt en ros, ur vilken vattnet porlar. Vattnet samlas upp i ett brunnskar, som påminner om en romersk sarkofag. På sarkofagen står bokstäverna SPQR.

## Bilder
| - Emblem för Rione Parione. - Palazzo della Cancelleria. |

### Webbkällor
- ”Piazza della Cancelleria” (på italienska). Roma Segreta. Arkiverad från originalet den 18 augusti 2021. https://archive.md/akdWp. Läst 18 augusti 2021.